# Elanus
Elanus – rodzaj ptaków z podrodziny kaniuków (Elaninae) w obrębie rodziny jastrzębiowatych (Accipitridae).

## Zasięg występowania
Rodzaj obejmuje gatunki występujące w Afryce, południowo-zachodniej Europie, południowej części Azji, w Australii, na Nowej Gwinei oraz w Ameryce.

## Morfologia
Długość ciała 30–43 cm, rozpiętość skrzydeł 77–102 cm; masa ciała 160–375 g.

## Systematyka
Rodzaj zdefiniował w 1809 roku francuski przyrodnik, botanik i zoolog Marie Jules César Savigny w rozdziale poświęconym systematyce ptaków Egiptu i Syrii, w publikacji dotyczącej wyprawy armii francuskiej do Egiptu. Gatunkiem typowym jest (oznaczenie monotypowe) kaniuk zwyczajny (E. caeruleus).

### Etymologia
Elanus (Aelanus): gr. ελανος elanos ‘kania’. 

## Podział systematyczny
Do rodzaju należą następujące gatunki:
- Elanus leucurus (Vieillot, 1818) – kaniuk amerykański
- Elanus caeruleus (Desfontaines, 1789) – kaniuk zwyczajny
- Elanus axillaris (Latham, 1801) – kaniuk australijski
- Elanus scriptus Gould, 1842 – kaniuk stepowy